# World Series of Poker 2017

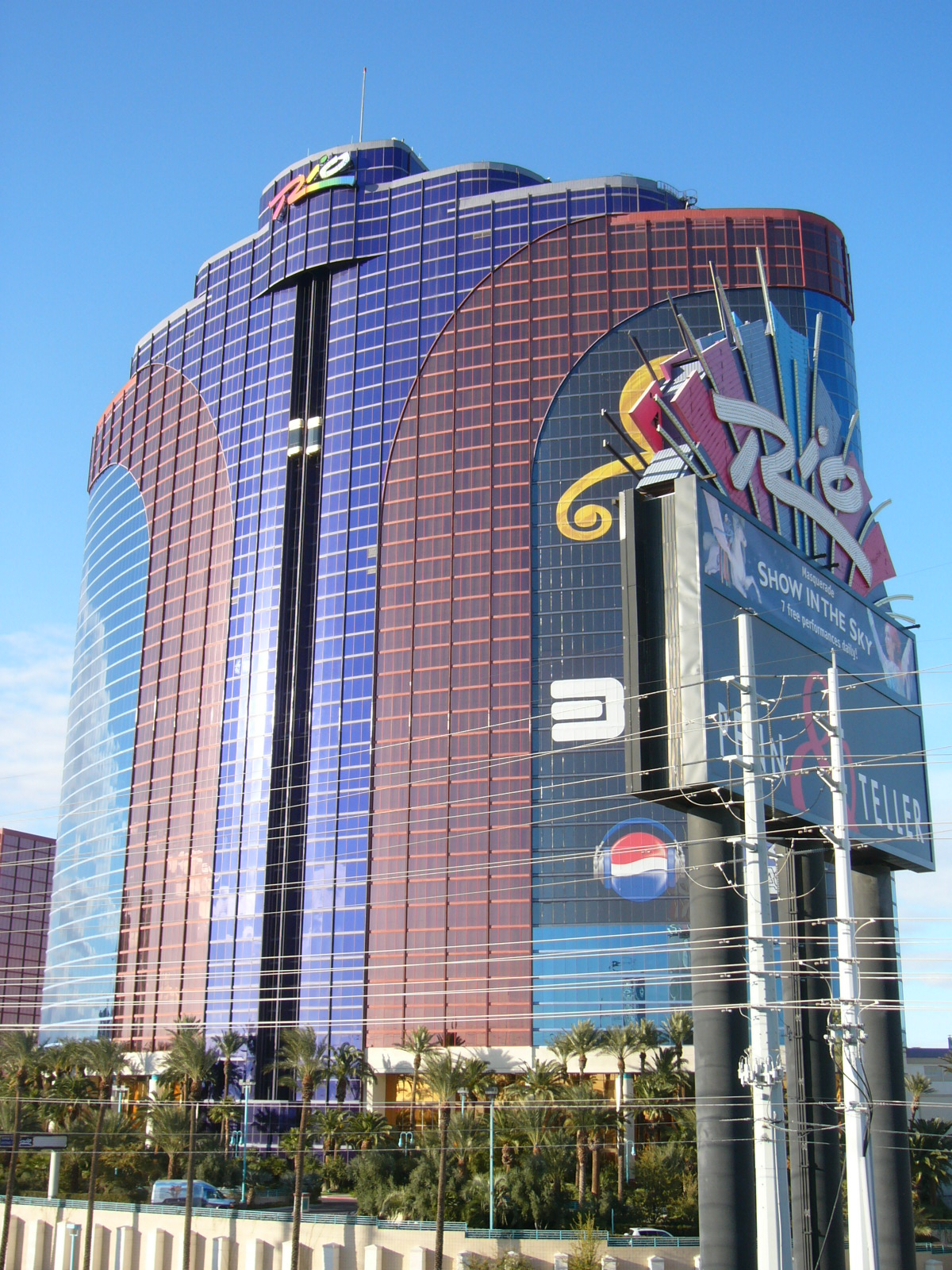
Het Rio All-Suite Hotel & Casino in Las Vegas

De World Series of Poker (WSOP) 2017 vormden de 48e jaarlijkse World Series of Poker (WSOP). In het kader hiervan werd er van 30 mei tot en met 17 juli 2017 in een recordaantal van 74 toernooien gespeeld om de titels. Deze vinden bijna allemaal plaats in het Rio All-Suite Hotel & Casino in Las Vegas. Drie toernooien werden via het internet gespeeld. 
Het hoofdtoernooi is het $10.000 No Limit Hold'em Main Event, waarvan de winnaar zich een jaar lang de officieuze wereldkampioen poker mag noemen. De negen spelers die zich kwalificeren voor de finale van dit toernooi, keerden hiervoor op 20 juli terug. De Amerikaan Scott Blumstein won uiteindelijk de finale. De beste Nederland was Marcel Lüske met een 23e plek.

## Toernooien
| #  | Event                                                                | Deelnemers | Winnaar                   | Prijs      | Tweede                      |
| -- | -------------------------------------------------------------------- | ---------- | ------------------------- | ---------- | --------------------------- |
| 1  | $565 Casino Employees No Limit Hold'em                               | 651        | Bryan Hollis              | $68.817    | Chris Solomon               |
| 2  | $10.000 Tag Team No Limit Hold'em Championship                       | 102        | Liv Boeree Igor Kurganov  | $273.964   | Joe Kuether Ankush Mandavia |
| 3  | $3.000 No Limit Hold'em Shootout                                     | 369        | Upeshka De Silva          | $229.923   | Louis Helm                  |
| 4  | $1.500 Omaha Hi-Lo 8 or Better                                       | 905        | Benjamin Zamani           | $238,620   | Jared Hemingway             |
| 5  | $565 The Colossus III No Limit Hold'em                               | 18.054     | Thomas Pomponio           | $1.000.000 | Taylor Black                |
| 6  | $111.111 High Roller for One Drop No Limit Hold'em                   | 130        | Doug Polk                 | $3.686.865 | Bertrand Grospellier        |
| 7  | $2.500 Mixed Triple Draw Lowball                                     | 225        | Jesse Martin              | $130.948   | James Obst                  |
| 8  | $333 WSOP.com Online No Limit Hold'em                                | 2.509      | Joseph Mitchell           | $122.314   | Mark Scacewater             |
| 9  | $10.000 Omaha Hi-Lo 8 or Better Championship                         | 154        | Abe Mosseri               | $388.795   | Daniel Negreanu             |
| 10 | $1.000 Tag Team No Limit Hold'em                                     | 843        | Nipun Java Aditya Sushant | $150.637   | David Guay Pablo Mariz      |
| 11 | $1.500 Dealers Choice Six-Handed                                     | 364        | David Bach                | $119.399   | Kevin Iacofano              |
| 12 | $1.500 No Limit Hold'em                                              | 1.739      | David Pham                | $391.960   | Jordan Young                |
| 13 | $1.500 No Limit 2-7 Lowball Draw                                     | 266        | Frank Kassela             | $89.151    | Bernard Lee                 |
| 14 | $1.500 H.O.R.S.E.                                                    | 736        | David Singer              | $203.709   | Kevin LaMonica              |
| 15 | $10.000 Heads Up No Limit Hold'em Championship                       | 129        | Adrián Mateos             | $336.656   | John Smith                  |
| 16 | $1.500 No Limit Hold'em Six-Handed                                   | 1.748      | Anthony Marquez           | $393.273   | Demosthenes Kiriopoulos     |
| 17 | $10.000 Dealers Choice Six-Handed Championship                       | 102        | John Racener              | $273.962   | Viacheslav Zhukov           |
| 18 | $565 Pot Limit Omaha                                                 | 3.186      | Tyler Smith               | $224.344   | Jason Stockfish             |
| 19 | $365 The Giant No Limit Hold'em                                      | 10.015     | Dieter Dechant            | $291.240   | Hrair Yapoudjian            |
| 20 | $1.500 No Limit Hold'em Millionaire Maker                            | 7.761      | Pablo Mariz               | $1.221.407 | Dejuante Alexander          |
| 21 | $1.500 Eight-Game Mix Six-Handed                                     | 472        | Ron Ware                  | $145.577   | Mike Ross                   |
| 22 | $10.000 No Limit 2-7 Lowball Draw Championship                       | 92         | John Monnette             | $256.610   | Per Hildebrand              |
| 23 | $2.620 The Marathon No Limit Hold'em                                 | 1.759      | Joseph Di Rosa Rojas      | $690.469   | Alexander Lynskey           |
| 24 | $1.500 Limit Hold'em                                                 | 616        | Shane Buchwald            | $177.985   | Sandy Tayi                  |
| 25 | $1.000 Pot Limit Omaha                                               | 1.058      | Tyler Groth               | $179.126   | Jonathan Zarin              |
| 26 | $10.000 Razz Championship                                            | 97         | James Obst                | $265.138   | Eric Kurtzman               |
| 27 | $3.000 No Limit Hold'em Six-Handed                                   | 959        | Chris Moorman             | $498.682   | Bernardo Dias               |
| 28 | $1.500 Limit 2-7 Lowball Triple Draw                                 | 326        | Brian Brubaker            | $109.967   | Brendan Taylor              |
| 29 | $2.500 No Limit Hold'em                                              | 1.086      | Gaurav Raina              | $456.822   | James Calvo                 |
| 30 | $10.000 H.O.R.S.E. Championship                                      | 150        | David Bach                | $383.208   | Eric Rodawig                |
| 31 | $1.000 Seniors No Limit Hold'em Championship                         | 5.389      | Frank Maggio              | $617.303   | William Murray              |
| 32 | $1.500 Omaha Hi-Lo 8 or Better Mix                                   | 688        | Vladimir Shchemelev       | $194.323   | Howard Smith                |
| 33 | $1.500 No Limit Hold'em                                              | 1.698      | Christopher Frank         | $384.833   | Ryan Leng                   |
| 34 | $10.000 Limit 2-7 Lowball Triple Draw Championship                   | 80         | Ben Yu                    | $232.738   | Shaun Deeb                  |
| 35 | $1.000 Super Seniors No Limit Hold'em                                | 1.720      | James Moore               | $259.230   | Kerry Goldberg              |
| 36 | $5.000 No Limit Hold'em Six-Handed                                   | 574        | Nadar Kakhmazov           | $580.338   | Chris Hunichen              |
| 37 | $1.000 No Limit Hold'em                                              | 2.020      | Thomas Reynolds           | $292.880   | James Hughes                |
| 38 | $10.000 Limit Hold'em Championship                                   | 120        | Joseph McKeehen           | $311.817   | Jared Talarico              |
| 39 | $1.000 No Limit Hold'em Super Turbo Bounty                           | 1.868      | Rifat Palevic             | $183,903   | Ryan Olisar                 |
| 40 | $1.500 Seven Card Stud Hi-Lo 8 or Better                             | 595        | Ernest Bohn               | $173.228   | William Kohler              |
| 41 | $1.500 Pot Limit Omaha                                               | 870        | Loren Klein               | $231.483   | Chun Law                    |
| 42 | $10.000 No Limit Hold'em Six-Handed Championship                     | 332        | Dmitry Yurasov            | $775.923   | Tommy Chen                  |
| 43 | $1.500 No Limit Hold'em Shootout                                     | 1.025      | Ben Maya                  | $257.764   | Thomas Boivin               |
| 44 | $3.000 H.O.R.S.E.                                                    | 399        | Matthew Schreiber         | $256.226   | Phillip Hui                 |
| 45 | $5.000 No Limit Hold'em                                              | 505        | Christopher Brammer       | $527.555   | Jett Schencker              |
| 46 | $1.500 Pot Limit Omaha Hi-Lo 8 or Better                             | 830        | Nathan Gamble             | $223.339   | Adam Hendrix                |
| 47 | $1.500 No Limit Hold'em Monster Stack                                | 6.716      | Brian Yoon                | $1.094.349 | Ihar Soika                  |
| 48 | $10.000 Seven Card Stud Hi-Lo 8 or Better Championship               | 125        | Christopher Vitch         | $320.103   | Benny Glaser                |
| 49 | $3.000 Pot Limit Omaha Six-Handed                                    | 630        | Luis Calvo                | $362.185   | Rudolphk Sawa               |
| 50 | $1.500 No Limit Hold'em Bounty                                       | 1.927      | Chris Bolek               | $266.646   | Bryan Emory                 |
| 51 | $10.000 Pot Limit Omaha Hi-Lo 8 or Better Championship               | 207        | Bryce Yockey              | $511.147   | Jeremy Joseph               |
| 52 | $1.500 No Limit Hold'em                                              | 1.580      | Mohsin Charania           | $364.438   | Cary Katz                   |
| 53 | $3.000 Limit Hold'em Six-Handed                                      | 256        | Max Silver                | $172.645   | Guowei Zhang                |
| 54 | $10.000 Pot Limit Omaha Eight-Handed Championship                    | 428        | Tommy Le                  | $938.732   | Kwang Lee                   |
| 55 | $1.500 Seven Card Stud                                               | 298        | Tom Koral                 | $96.907    | Tsong Lin                   |
| 56 | $5.000 No Limit Hold'em                                              | 623        | Norberto Korn             | $618.285   | Pete Chen                   |
| 57 | $2.500 Omaha Hi-Lo 8 or Better/Seven Card Stud Hi-Lo 8 or Better Mix | 405        | Smith Sirisakorn          | $215.902   | Jameson Painter             |
| 58 | $1.500 No Limit Hold'em                                              | 1.763      | Artur Rudziankov          | $395.918   | Mario Prats Garcia          |
| 59 | $2.500 Big Bet Mix                                                   | 197        | Jens Lakemeier            | $112.232   | Jason Stockfish             |
| 60 | $888 Crazy Eights No Limit Hold'em Eight-Handed                      | 8.120      | Alexandru Papazian        | $888.888   | Kilian Kramer               |
| 61 | $3.333 WSOP.com Online No Limit Hold'em High Roller                  | 424        | Thomas Cannuli            | $322.815   | Tara Cain                   |
| 62 | $50.000 Poker Players Championship                                   | 100        | Elior Sion                | $1.395.767 | Johannes Becker             |
| 63 | $1.000 No Limit Hold'em                                              | 1.750      | Rulah Divine              | $262.501   | Patrick Truong              |
| 64 | $1.500 No Limit Hold'em/Pot Limit Omaha Eight-Handed Mix             | 1.058      | Sebastian Langrock        | $268.555   | Ryan Laplante               |
| 65 | $1.000 No Limit Hold'em                                              | 1.413      | Shai Zurr                 | $223.241   | Ognjen Sekularac            |
| 66 | $1.500 No Limit Hold'em                                              | 1.956      | Chris Klodnicki           | $428.423   | Emile Schiff                |
| 67 | $25.000 Pot Limit Omaha Eight-Handed High Roller                     | 205        | James Calderaro           | $1.289.074 | Alexey Rybin                |
| 68 | $3.000 No Limit Hold'em                                              | 1.349      | Harrison Gimbel           | $645.922   | Chance Kornuth              |
| 69 | $1.500 Razz                                                          | 419        | Jason Gola                | $132.957   | David 'ODB' Baker           |
| 70 | $10.000/$1.000 Ladies No Limit Hold'em Championship                  | 718        | Heidi May                 | $135.098   | Deborah Worley-Roberts      |
| 71 | $1.000 WSOP.com Online No Limit Hold'em Championship                 | 1.312      | Nipun Java                | $237.688   | Jason James                 |
| 72 | $10.000 Seven Card Stud Championship                                 | 88         | Mike Wattel               | $245.451   | Chris Ferguson              |
| 73 | $10.000 No Limit Hold'em Main Event                                  | 7.221      | Scott Blumstein           | $8.150.000 | Dan Ott                     |
| 74 | $1.000 The Little One for One Drop No Limit Hold'em                  | 4.391      | Adrian Moreno             | $528.316   | Martin Lesjoe               |

## Main Event 2017
Het Main Event is een pokertoernooi dat geldt als belangrijkste evenement in het programma dat aangeboden wordt tijdens de jaarlijkse World Series of Poker (WSOP). Voor het eerst sinds 2007 wordt de finaletafel niet in oktober of november gespeeld, maar weer in juli.

### Finaletafel
| Naam            | Aantal chips (percentage van het aantal chips*) | Bracelets | Uitbetalingen** | Verdiensten** |
| --------------- | ----------------------------------------------- | --------- | --------------- | ------------- |
| Scott Blumstein | 97.250.000 (27,0%)                              | 0         | 0               | 0             |
| John Hesp       | 85.700.000 (23,8%)                              | 0         | 0               | 0             |
| Benjamin Pollak | 35.175.000 (9,8%)                               | 0         | 16              | $532,038      |
| Bryan Piccioli  | 33.800.000 (9,4%)                               | 1         | 27              | $552.208      |
| Dan Ott         | 26.475.000 (7,3%)                               | 0         | 2               | $3.656        |
| Damian Salas    | 22.175.000 (6,1%)                               | 0         | 13              | $177.983      |
| Antoine Saout   | 21.750.000 (6,0%)                               | 0         | 13              | $3.999.582    |
| Jack Sinclair   | 20.200.000 (5,6%)                               | 0         | 2               | $4.088        |
| Ben Lamb        | 18.050.000 (5,0%)                               | 1         | 14              | $6.209.724    |

*Percentages afgerond tot het dichtstbijzijnde hele of halve getal

**Verdiensten tijdens alle World Series of Poker-evenementen tot aan de start van het Main Event 2017

### Uitslag finaletafel
| Plaats | Naam            | Prijs      |
| ------ | --------------- | ---------- |
| 1ste   | Scott Blumstein | $8.150.000 |
| 2de    | Dan Ott         | $4.700.000 |
| 3de    | Benjamin Pollak | $3.500.000 |
| 4de    | John Hesp       | $2.600.000 |
| 5de    | Antoine Saout   | $2.000.000 |
| 6de    | Bryan Piccioli  | $1.675.000 |
| 7de    | Damian Salas    | $1.425.000 |
| 8ste   | Jack Sinclair   | $1.200.000 |
| 9de    | Ben Lamb        | $1.000.000 |

## Bracelet nummer twee of meer
Voor een aantal spelers die tijdens de WSOP 2017 een toernooi en een daarbij behorende gouden 'bracelet' (armband) wonnen, was dit niet hun eerste. Voor de volgende spelers was dit bracelet twee of meer:
| - David Bach (2 en 3) - Frank Kassela (3) - Adrián Mateos (3) - John Monnette (3) - David Pham (3) - Doug Polk (3) - Brian Yoon (3) - Nipun Java (1 en 2) | - Upeshka De Silva (2) - Loren Klein (2) - Jesse Martin (2) - Joseph McKeehen (2) - Vladimir Shchemelev (2) - David Singer (2) - Mike Wattel (2) - Ben Yu (2) |